# Ноутойяха
Ноутойяха (в верховье Нгарка-Ноутойяха (устар. Арка-Ноутой-Яха)) — река в России, протекает по Ямало-Ненецкому АО. Устье реки находится в 103 км по левому берегу реки Пурпе. Длина реки составляет 22 км. В 3 км от устья слева впадает река Нюдя-Ноутойяха.

## Данные водного реестра
По данным государственного водного реестра России относится к Нижнеобскому бассейновому округу, водохозяйственный участок реки — Пур. Речной бассейн реки — Пур.
Код объекта в государственном водном реестре — 15040000112115300056971.